# Trojanski konj (računalništvo)
Trojanski konj je zlonameren program, ki lahko povzroči veliko škode na računalniku. To so programi, ki se predstavljajo uporabniku kot uporaben program (na primer računalniška igra ali odstranjevalec neželjenih poštnih sporočil ali kaj podobnega), v resnici pa prikrito delujejo v ozadju z nelegitimnimi nameni. Pogosto delujejo kot t. i. stranska vrata (backdoor), ki omogočajo upravljavcu oddaljen dostop do žrtvinega računalnika. Ta lahko nato pridobi podatke, naloži na računalnik drug program ipd.
Trojanski konj se ne razmnožuje sam in ne spada med viruse.

## Znani trojanski konji
- Back Orifice
- Back Orifice 2000
- Beast Trojan
- NetBus
- SubSeven
- Downloader-EV
- Cheat engine 3.2
- BonziBUDDY
- Butterfly on Desktop